# Klewieck
Klewieck – wieś na Ukrainie, w obwodzie wołyńskim, w rejonie kowelskim. W 2018 roku liczyła 30 mieszkańców.
Do 2020 w rejonie turzyskim.